# Unbemannte Luftfahrt

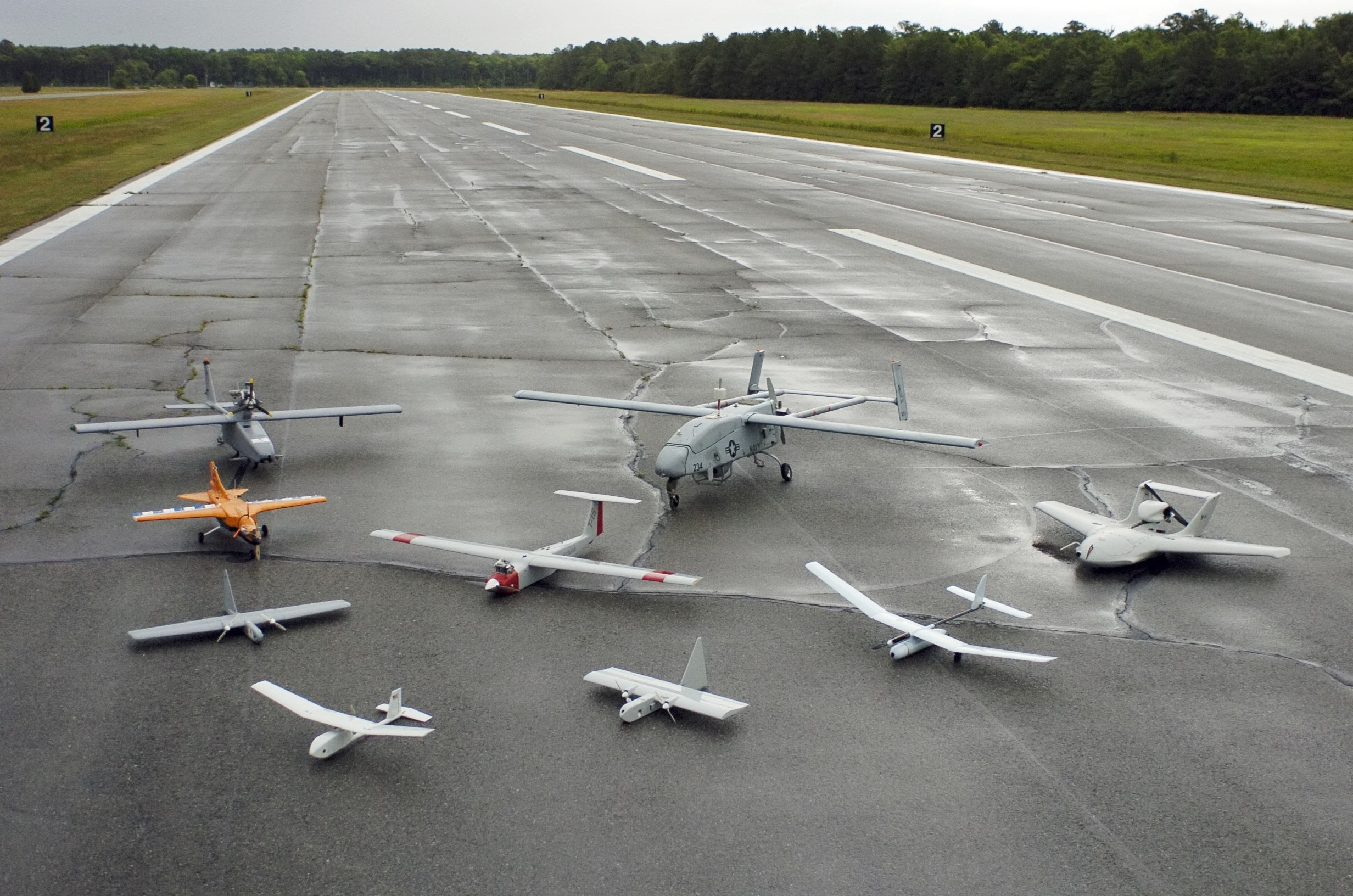
Verschiedene „Aufklärungsdrohnen“ des USMC 2005

Als unbemannte Luftfahrt bezeichnet man alle Luftfahrt-Aktivitäten, die mit unbemannten Luftfahrzeugen (im engeren Sinne ausschließlich unbemannt nutzbar) durchgeführt werden.

## Anfänge der unbemannten Luftfahrt

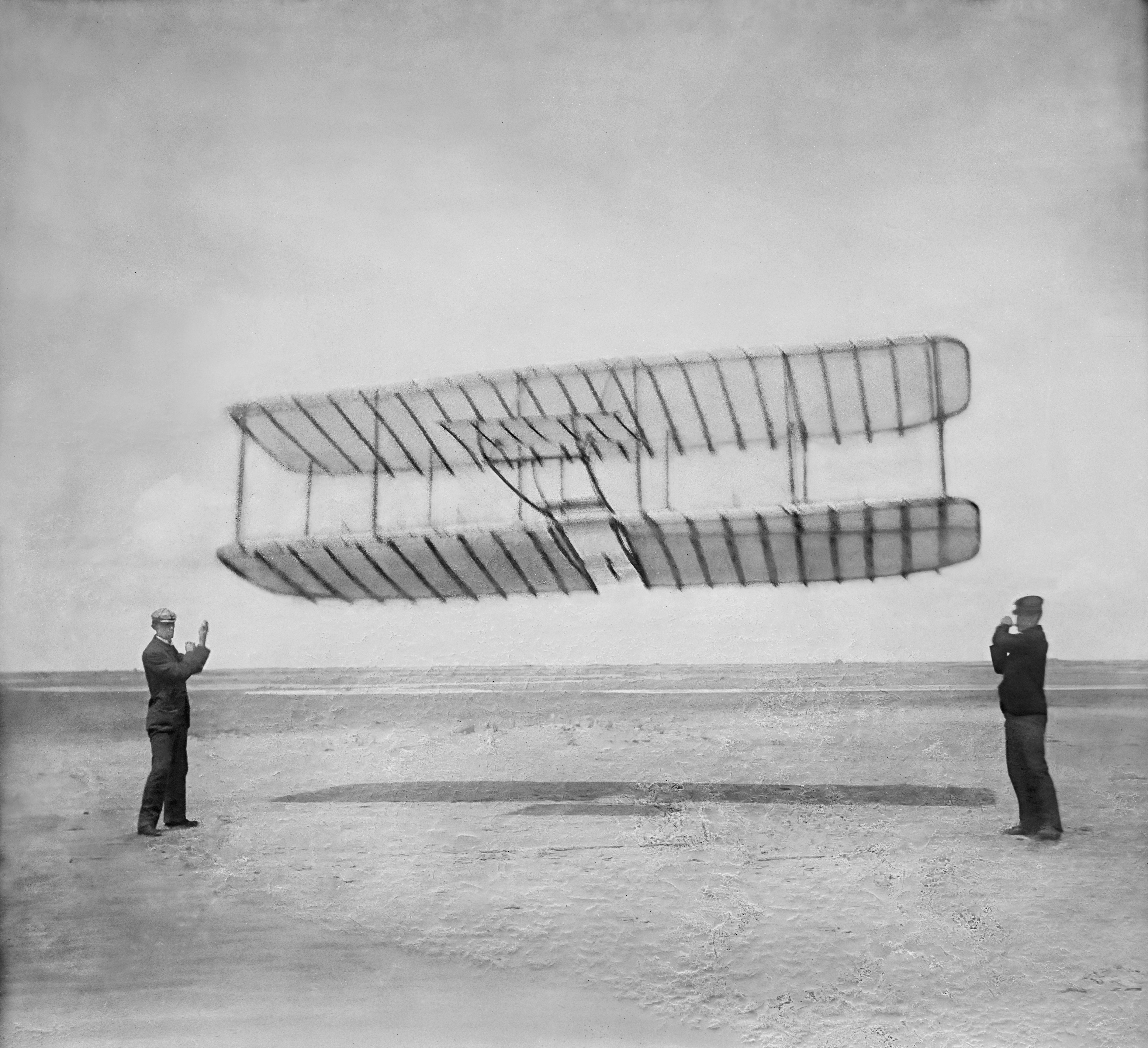
Wright glider,
Wilbur l., Orville r. in Kitty Hawk, North Carolina 1901

Ursprünglich ging die unbemannte Luftfahrt der bemannten Luftfahrt voraus, um die Fluggeräte zu testen oder zu entwickeln (siehe beispielsweise Montgolfière oder Gleitapparat der Gebrüder Wright). Aber bereits im 19. Jahrhundert setzten Léon-Philippe Teisserenc de Bort und andere nur unbemannt nutzbare Wetterballone zur Atmosphären- und Klimaforschung ein.
Die Entwicklung von Autopilotsystemen ab 1914 machte dann die Konstruktion von unbemannt einzusetzenden Fluggeräten insbesondere Flugzeugen möglich, auch wenn dabei eine heute wichtige Anforderung, die Wiederverwendbarkeit nicht immer gegeben war (s. z. B. V1 mit automatischer Kreisel-Kurssteuerung).
Fernsteuerungen, automatische Landessysteme und immer höher entwickelte Autopilotsysteme haben zu einer wirklichen unbemannten Luftfahrt mit speziellen ausschließlich unbemannt nutzbaren Fluggeräten und zugehörigen Flugführungssystemen geführt, die einer Vielzahl von Zwecken dienen.

## Kurzchronologie der unbemannten Luftfahrt

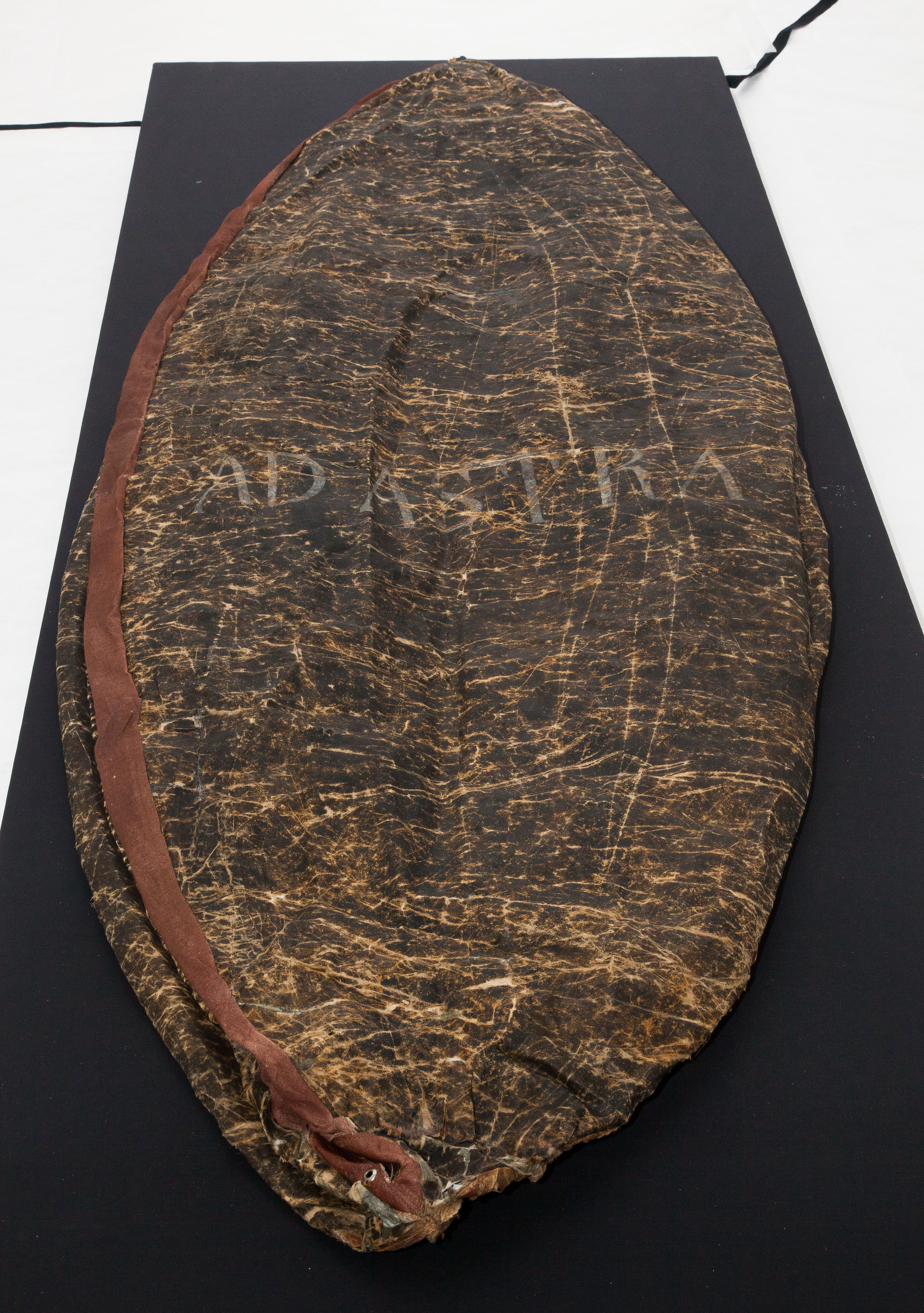
Hülle des Ballons „Ad Astra“, der am 28. Januar 1784 in Braunschweig aufstieg.

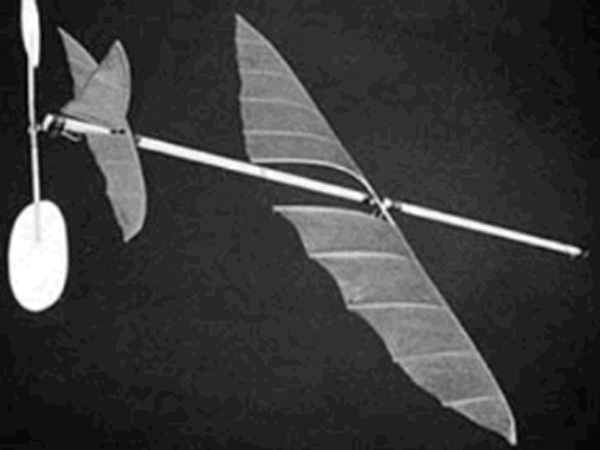
Planaphore, Modellflugzeug von Alphonse Pénaud, 1871

- 1783, 4. Juni. Erstflug eines unbemannten Heißluftballons durch die Brüder Montgolfier in Annonay/Frankreich.
- 1784, 28. Januar. Erstflug des unbemannten Gasballons Ad Astra in Braunschweig.[1]
- 1849. Franz von Uchatius bombardiert mit der Armee Österreich-Ungarns Venedig mit Ballonbomben.[2]
- 1871. Der französische Erfinder Alphonse Pénaud entwickelt sein Modellflugzeug Planaphore, das mit Gummimotor ausgestattet 60 m weit flog.
- 1900. Nikola Tesla schrieb von ferngesteuerten Bombern und baute einen fernlenkbaren Minizeppelin.[2]
- 1901. Die Gebrüder Wright testen ihren Wright Glider mit verwindungsfähigen Tragflächen, einer Vorläuferkonstruktion der Querruder, unbemannt als Drachen.
- 1914, 18. Juni, Lawrence Sperry führt in Paris seinen gyroskopgeführten Autopiloten in einem Curtiss-Doppeldecker vor.
- 1931. Die britische Royal Air Force rüstet drei Maschinen des Typs Fairey IIIF unter der Bezeichnung Fairey Queen mit Funksteuerung aus und setzt sie als Zieldrohnen, Übungsziele, für Jagdpiloten ein.

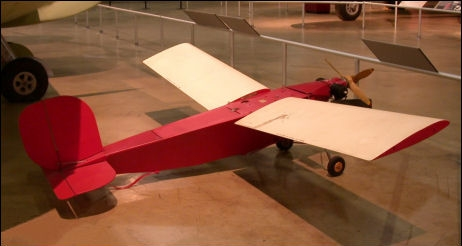
Radioplane OQ-2, Zieldrohne der Radioplane Company, 1940

- 1935. Der Schauspieler Reginald Denny, ein ehemaliger Erster-Weltkriegs-Pilot, entwickelte ab 1935 eine funkferngesteuerte Drohne als preiswertes Zielobjekt zur Ausbildung von Flugabwehr-Kanonieren und stellte sie der US Army vor. Den endgültigen Entwurf einer solchen Zieldrohne erwarb er 1938 von Walter Righter. Für das 1939 serienreif entstandene Baumuster RP-4 (Radioplane 4) erhielt er mit seinen Partnern 1940 einen Serienfertigungsauftrag der US-Army. Die Radioplane Company fertigte bis zum Kriegsende des Zweiten Weltkriegs insgesamt rund 15.000 Zieldrohnen, die die militärische Bezeichnung Radioplane OQ-2 erhielten.
- 1937 entwarf Fritz Gosslau bei der Argus Motoren Gesellschaft das ferngesteuerte Flugzeug Argus As 292 Fernfeuer (Aufklärer und Flugzieldrohne). Es wurden 100 Stück hergestellt.
- 1942, 24. Dezember: Die Flugerprobung für den ersten Marschflugkörper, die deutsche V1, wurde aufgenommen; am 12. Juni 1944 erfolgt der erste V1 Einsatz auf London; insgesamt wurden rund 10.000 V1 auf verschiedene Ziele gestartet.
- 1942 die U.S. Navy plant die Kampfdrohne Interstate TDR, kurzer Einsatz 1944.
- Die Briten und Japaner setzen im Zweiten Weltkrieg Ballonbomben ein.
- 1960–1962. Der Verlust mehrerer Aufklärungsmaschinen u. a. zwei U2 über der Sowjetunion und Kuba veranlasst das US-Verteidigungsministerium Geld in Studien und den Prototypbau von unbemannten Aufklärungsflugzeugen zu investieren, z. B. die D-21. Ausgangsbasis für die ersten Entwürfe sind im Einsatz befindliche Zieldrohnen.
- 1966. Die Hirtenberger AG (Österreich) baute Drohnen, die mit eigenen Ein- und Zweizylindermotoren (Glühzünder) bestückt waren. Die Fluggeschwindigkeit betrug bis zu 250 km/h. Gestartet wurden diese Drohnen von einer 7 m langen Startrampe auf Rädern mit einem Gummiseilkatapult. Es konnten mehrere Drohnen gleichzeitig fliegen.[3]
- 1973–75. Nach schweren Verlusten der israelischen Luftwaffe durch Flugabwehrraketen im Jom-Kippur-Krieg, entwickelt der israelische Konzern Tadiran das erste sogenannte Battlefield-UAV-System unter dem Namen Mastiff zur Kampfzonenüberwachung.
- 1982, Juni. Im Libanonkrieg gelingt es der israelischen Armee, sämtliche Standorte der 28 Flugabwehrraketenstellungen der syrischen Armee im Bekaa mit Aufklärungseinsätzen durch UAV-Systeme (u. a. IAI Mastiff) zu ermitteln und anschließend komplett zu zerstören.

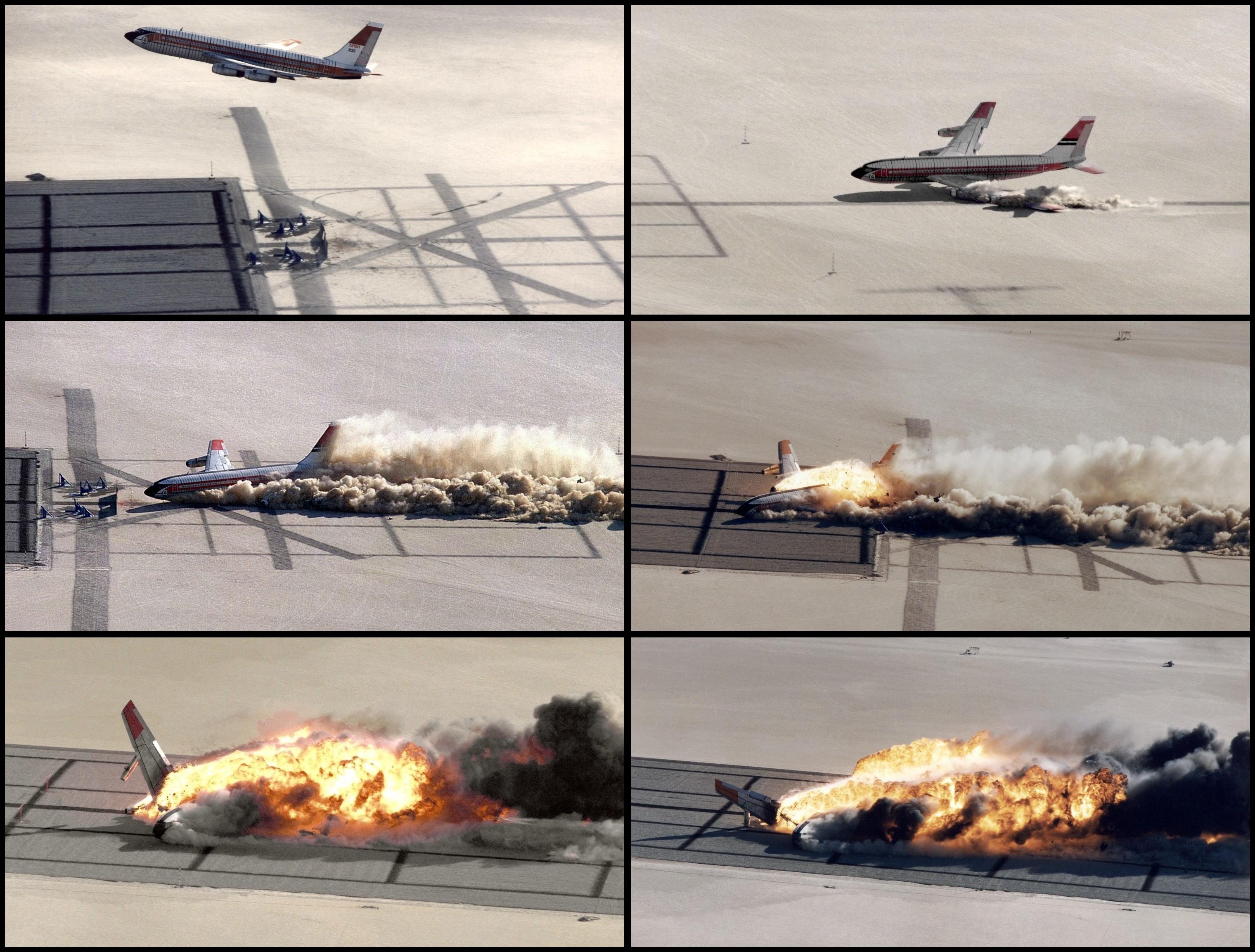
Das Versuchsflugzeug Boeing 720 in verschiedenen Stadien der Controlled Impact Demonstration: Oben links im Probeanflug; die weiteren Bilder zeigen den eigentlichen Aufschlag.

- 1984. Im Rahmen der Controlled Impact Demonstration wird erstmals die Fernsteuerung eines großen Verkehrsflugzeugs, einer Boeing 720, demonstriert, dieses wird zu Testzwecken kontrolliert zum Absturz gebracht
- 1985. Im Lauf des Iran-Irak-Kriegs entwickelte die Iranische Revolutionsgarde UAV-Typen, die bis zu sechs reaktive Panzerbüchsen vom Typ RPG-7 tragen und abfeuern konnten. Nach bisherigen Recherchen sind das die ersten UAV, die für den direkten Kampfeinsatz verwendet wurden (Unmanned Combat Aerial Vehicle).[4]
- 1990 Einführung der Aufklärungsdrohne Canadair CL-289 bei der Bundeswehr und in der französischen Armee

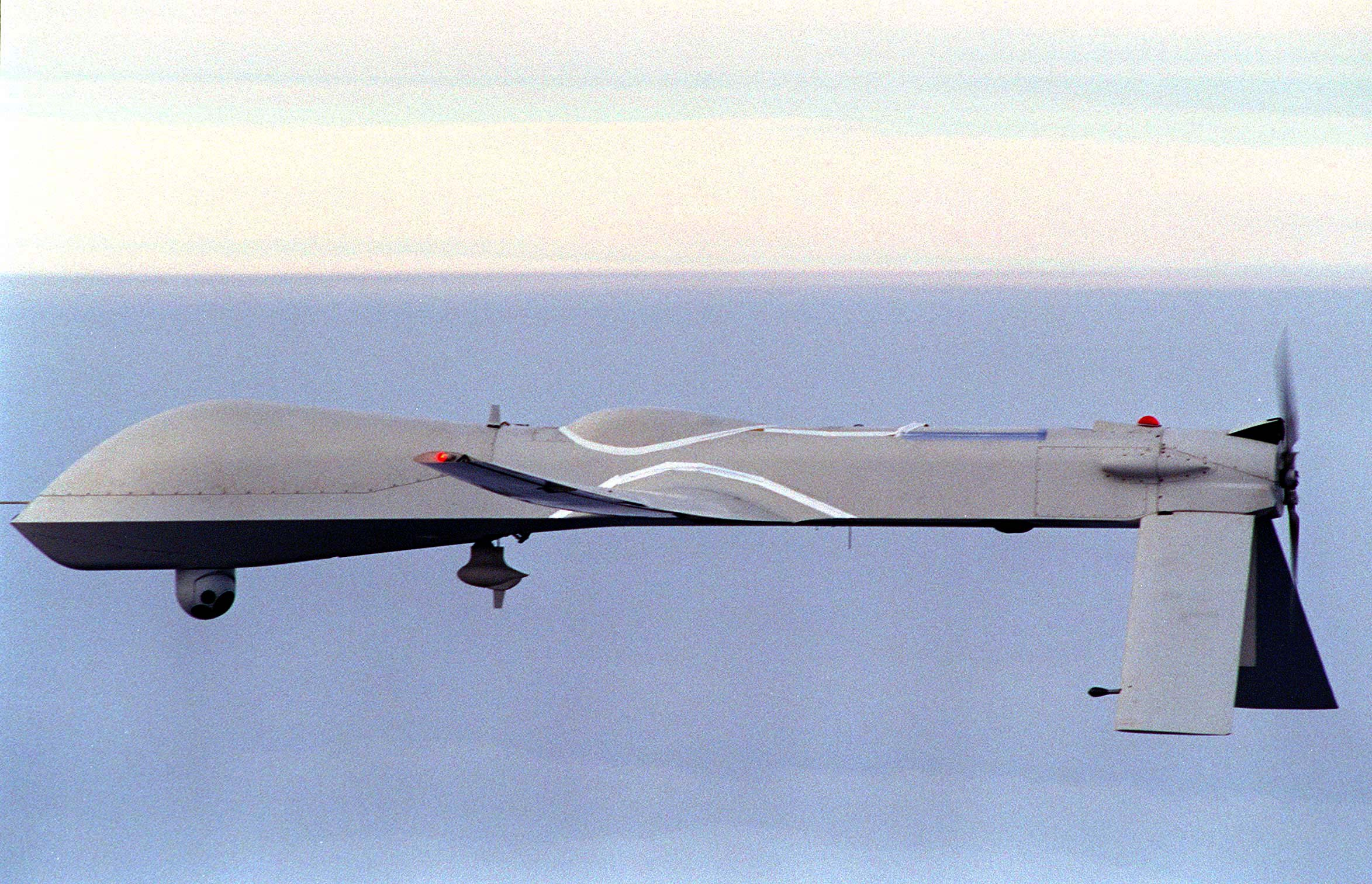
RQ-1 Predator, US-Luftwaffe

- 1995. Die US-Luftwaffe führt das UAV-System Predator ein. Es wird in verschiedenen Versionen sowohl zur Kampfüberwachung als auch zur Zielbekämpfung eingesetzt (Kosovo-Krieg, Krieg in Afghanistan)
- 1998, 28. Februar. Erstflug des RQ-4A Global Hawk, einem unbemannten Höhen- und Langstreckenaufklärer.

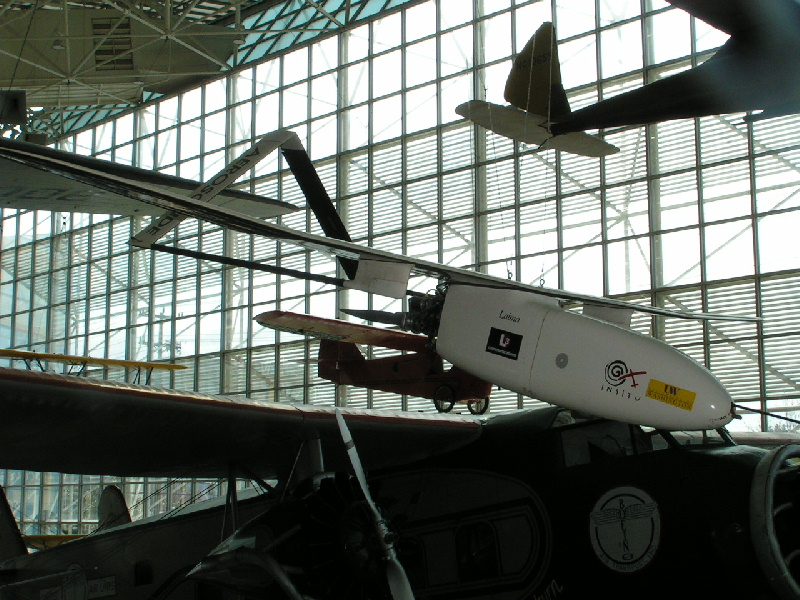
Aerosonde Laima,
Ausgestellt im Museum of Flight in Seattle, Washington

- 1998, 21. August. Das UAV Aerosonde Laima der Firma Aerosonde Ltd überquerte als erstes UAV den Nordatlantik im Nonstopflug. Start und Landung wurden durch Fernsteuerung manuell ausgeführt. Den eigentlichen Überflug führte Laima autonom durch. Flugstrecke 3.270 km, Flugzeit 26 h 45 min.
- 2000, 20. April: Erster Transatlantikflug eines Global Hawk.
- 2001, 23. April: Erste Pazifiküberquerung eines Global Hawk.
- 2003, August. Die RQ-4A Global Hawk hat als erstes unbemanntes Luftfahrzeug ein COA (Certificate of Authorization) von der Federal Aviation Administration (FAA) und damit eine nationale Zulassung zum Betrieb eines unbemanntes Luftfahrzeuges in zivil kontrollierten US-amerikanischen Lufträumen erhalten. Allein die US-Luftwaffe weist einen Bedarf für rund 150 Global-Hawk-Systeme aus.
- 2003, März. Nach Berichten der New York Times setzen die US-Streitkräfte im Dritten Golfkrieg mindestens 700 UAV-Systeme ein, darunter Predator- und Global-Hawk-Systeme.
- 2003, 11.–13. August. Als erstes Modellflugzeug überquert Tam 5 (Abfluggewicht unter 5,0 kg) den Nordatlantik.
- 2003, 15. Oktober – 6. November. Zu Testzwecken wird ein Global Hawk von der Edwards Air Force Base/Kalifornien nach Nordholz/Deutschland verlegt, um EADS-Elektronikkomponenten und die Führung eines UAVs im europäischen Luftraum zu testen.
- 2005, 27. Juni. Die Piloten-Vereinigung Cockpit weist in einer Presseerklärung auf die Sicherheitsdefizite beim Betrieb von Unmanned Aerial Vehicles (UAV) im zivilen Luftraum hin. Es fehlten in der zivilen Luftfahrt Regelungen für den UAV-Betrieb. Die Operation dieser Fluggeräte im gleichen Luftraum zusammen mit bemannten Luftfahrzeugen – ohne an die neuen Bedingungen angepasste und geregelte Bau- und Betriebsvorschriften – kann eine erhebliche Bedrohung der Flugsicherheit darstellen.
- 2006, März. Nach einem Bericht der Zeitung Die Welt haben sich die europäischen Länder Frankreich, Griechenland, Italien, Schweden, Schweiz, Spanien darauf geeinigt den unbemannten Kampfjet Neuron in Konkurrenz zu USA-UAV bis 2011 zu entwickeln.

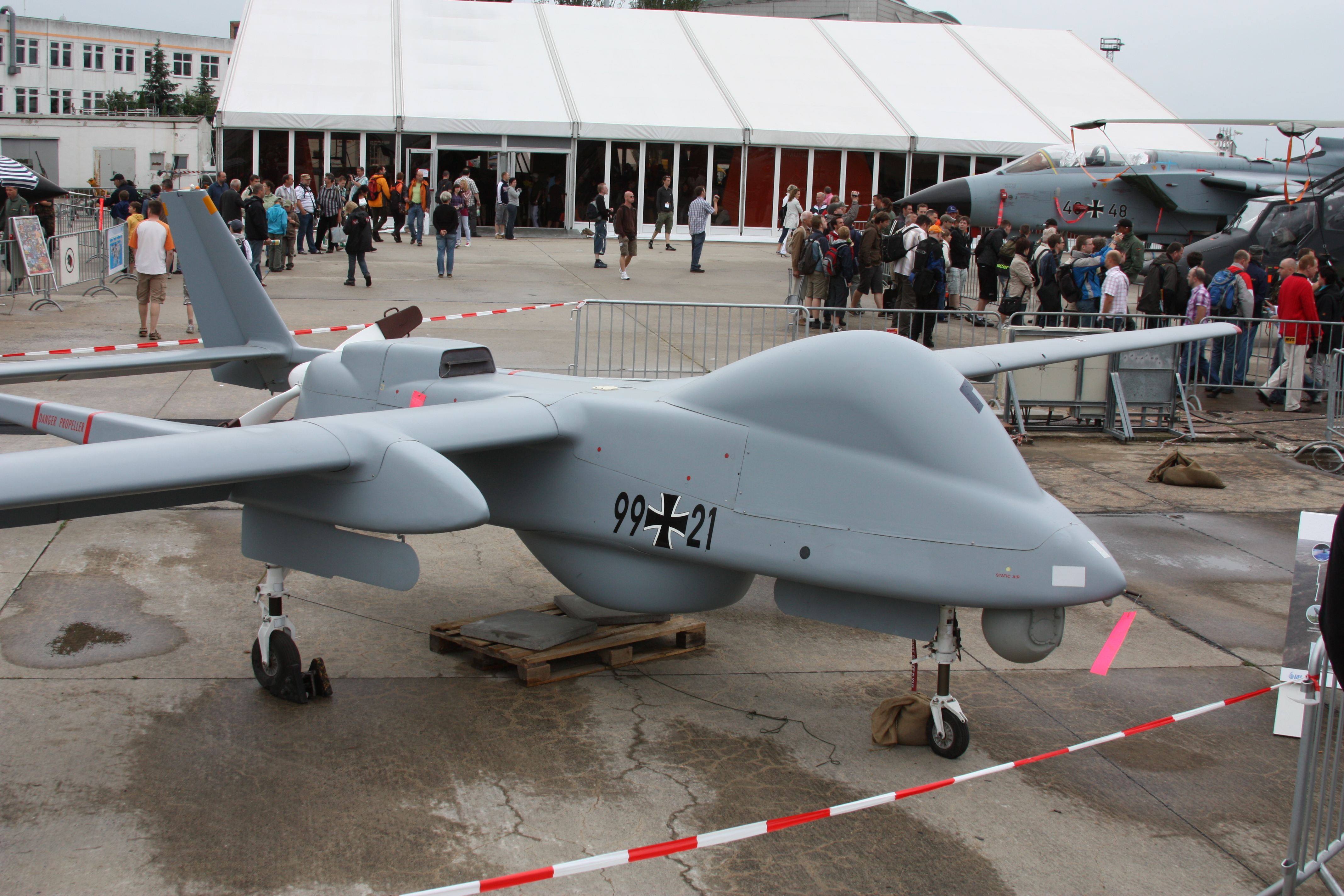
Heron I der deutschen Luftwaffe

- 2007. Eine „Bund-Länder-Projektgruppe Drohnen“, die von der deutschen Innenministerkonferenz eingerichtet wurde, soll den Einsatz von Micro-Air Vehicles bei der Polizei unter „einsatztaktischen, rechtlichen und polizeitechnischen Aspekten“[5] prüfen. In der Folge sind bei vielen Polizeien Polizei-Drohnen im Einsatz.
- 2010, Februar. Die erste von drei geleasten Heron I Aufklärungsdrohnen der deutschen Luftwaffe trifft in Afghanistan ein, wo sie ab 18. März 2010 erfolgreich im Einsatz sind.
- 2012, Januar. In einer Änderung des Luftverkehrsgesetzes hat der Deutsche Bundestag ohne weitere Aussprache in der Nacht von 26. zum 27. Januar 2012 für „unbemannte Luftfahrtsysteme“ bis zu 150 Kilogramm die gleichberechtigte Teilnahme am Luftverkehr neben bemannten Flugzeugen beschlossen.[6]
- 2013, Dezember. Logistikfirmen geben bekannt, dass sie Logistikdrohnen planen, die zwei bis drei Kilogramm über einige Kilometer transportieren können. In einem Feldversuch testete DHL 2014 über mehrere Monate den Liniendienst eines „Paketkopters“ zwischen der Hafenstadt Norden und der Nordsee-Insel Juist.

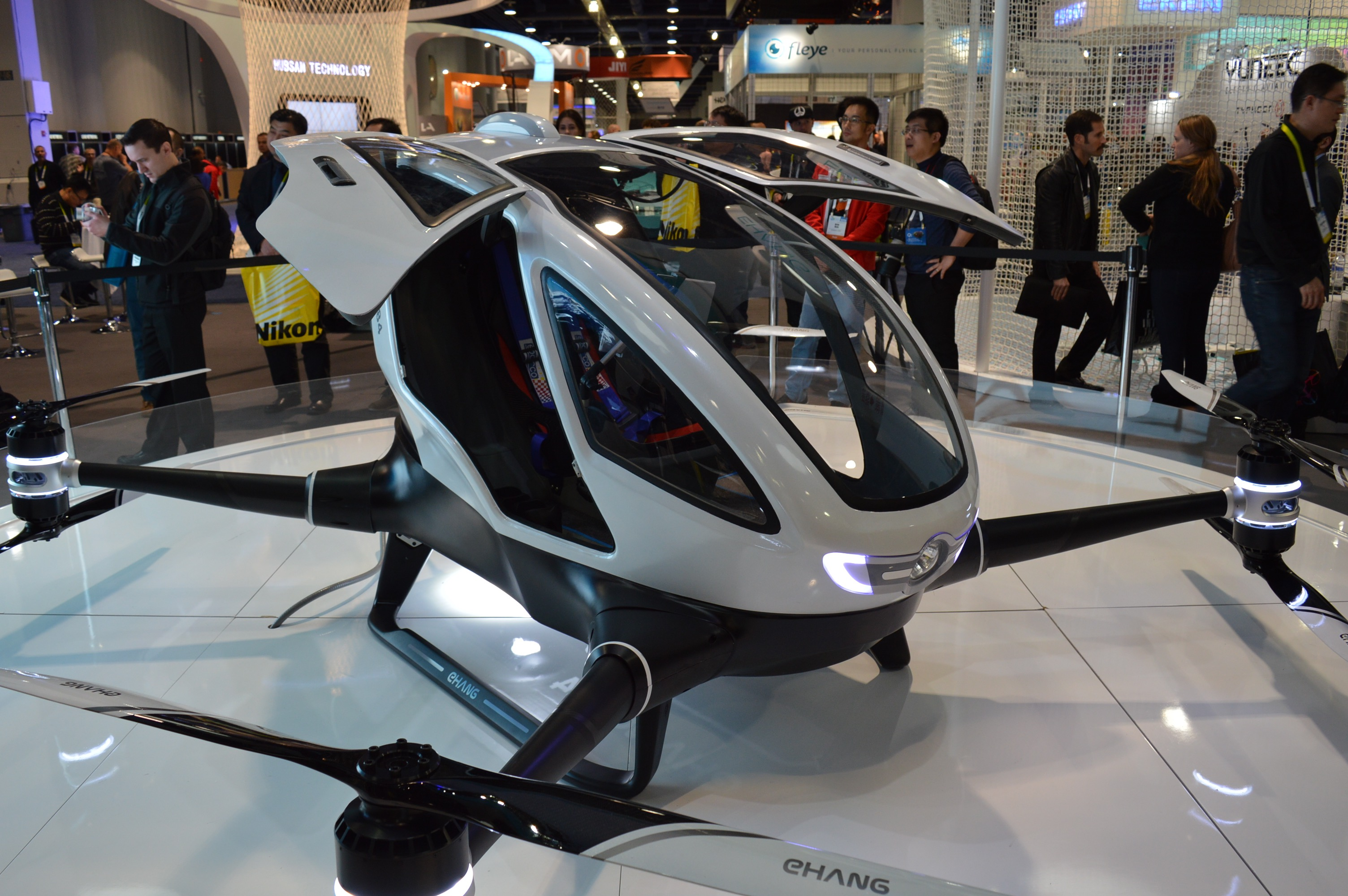
Auf der CES 2016 wurde das Ehang 184 UAV vorgestellt, die erste Passagierdrohne.

- 2016, Januar. Auf der Consumer Electronics Show in Las Vegas stellt die chinesische Firma Ehang die weltweit erste „Passagierdrohne“ Ehang 184 vor, die eine Person bis zu 100 kg als Passagier befördern kann. Zum Zeitpunkt der Vorstellung gibt es noch keinerlei Richtlinien und Zulassungsverfahren für den Einsatz solcher Drohnen.[7]
- 2024, Februar. In Lüdenscheid, Deutschland, ist der erste voll automatisierte Drohnen-Lieferservice in Betrieb gegangen.[8] Das Bundesluftfahrtamt hat für eine genehmigte Route zwischen einem Werkzeughandel und einem Hersteller industrieller Heiztechnik eine Lizenz erteilt.[9]

## Motivationen für unbemannte Luftfahrt
- Fluggewicht und Miniaturisierung: Unbemannte Flugsysteme, d. h. fliegende Systeme ohne Besatzung an Bord, sind nicht nur um das Besatzungsgewicht leichter, man spart auch das Gewicht und den Raum für Lebenserhaltungs- und Rettungssysteme (z. B. Druckkabine, Schleudersitz). Für viele Aufgaben können unbemannte Systeme wesentlich kleiner und dabei effizienter ausgelegt werden als bemannte Lösungen.
- Flugmanöver: Unbemannte Luftfahrzeuge können Flugmanöver mit hohen Beschleunigungen fliegen, welche Piloten nicht ohne gesundheitlichen Folgen überstehen würden. Sie können also wesentlich wendiger, agiler ausgelegt werden.
- Sicherheit: Unbemannte Luftfahrzeuge können in Missionen geschickt werden, bei denen trotz aller Vorsichtsmaßnahmen ein Verlust nicht auszuschließen ist. Das umfasst u. a. Missionen über Unruhegebieten (Abschussgefahr), Kontaminationsgebieten (Gefahr von Vergiftung, Verstrahlung etc.) sowie Gebieten mit Umweltkatastrophen (Vulkanasche-Wolken, Eruptionsgefahr).
- Flugdauer: Unbemannte Luftfahrzeuge können für Flugzeiten ausgelegt werden, welche die Leistungsfähigkeiten eines Piloten übersteigen. Durch evtl. Verzicht auf eine Rückkehr kann der Aktionsbereich zusätzlich erheblich vergrößert werden.

## Verbände und Arbeitsausschüsse
Die Regeln für die Luftfahrt werden grenzüberschreitend durch die ICAO bestimmt. Jeder Staat ist zudem souverän, Regeln für den Luftraum über seinem Staatsgebiet festzulegen. In Europa ist seit dem 9. September 2018 durch die Luftfahrt Grundverordnung die EASA beauftragt, europaweit einheitliche Regeln zu erarbeiten. Die erarbeiteten Vorlagen werden durch die Europäische Kommission in einem vereinfachten Verfahren veröffentlicht. Um die Gesetzesvorhaben zu kommentieren, organisieren sich Forschungseinrichtungen, Hersteller, Anwender und Piloten von unbemannten Luftfahrzeugen in Verbänden. Hier wäre u. a. der UAV DACH – Verband für Unbemannte Luftfahrt zu nennen.
In Standards und Normen werden Regeln für die Umsetzung von Gesetzen und für die technische Zusammenarbeit definiert. Vertreter der Industrie oder der Gesetzgeber erarbeiten Vorlagen, die durch Fachexperten verabschiedet werden.

### Arbeitsausschüsse
- DIN-Arbeitsausschuss NL 131-01 Unbemannte Luftfahrt
- ASD-STAN
- ISO
- JARUS – Joint Authorities for Rulemaking on Unmanned Systems

## Beispiele für Einsatzzwecke

### Fluggeräte schwerer als Luft
- Forschung
- Defikopter
- Höhenplattform
- Logistikdrohne
- Luftbildfotografie
- Militärische UAV
- Meteorologische Daten sammeln
- Flugmodellbau, insbesondere first person view
- Verkehrsüberwachung
- Weiterentwicklung der Flugtechnologie

### Fluggeräte leichter als Luft
- Wetterballon
- Forschungsballon
- Ballonpost